# Keijella paucipunctata
Keijella paucipunctata is een mosselkreeftjessoort uit de familie van de Trachyleberididae. De wetenschappelijke naam van de soort is voor het eerst geldig gepubliceerd in 1988 door Whatley & Zhao.